# Ambassade de France en Macédoine du Nord
L'ambassade de France en Macédoine du Nord est la représentation diplomatique de la République française auprès de la Macédoine du Nord. Elle est située à Skopje, la capitale du pays, et son ambassadeur est, depuis 2024, Christophe Le Rigoleur.

## Ambassade
L'ambassade est située sur la colline du Vodno, au sud de Skopje, dans l’ancien complexe de l’Institut de Sismologie. Elle accueille aussi une section consulaire. La Résidence de France, acquise en juillet 2000, se trouve au cœur du quartier résidentiel de la colline de Vodno.

## Ambassadeurs de France en Macédoine
| De   | À    | Ambassadeur                  |
| ---- | ---- | ---------------------------- |
| 1993 | 1996 | Patrick Chrismant (d)        |
| 1996 | 2000 | Jacques Huntzinger           |
| 2000 | 2003 | Jean-François Terral (d)     |
| 2003 | 2006 | Véronique Bujon-Barre (d)    |
| 2006 | 2009 | Bernard Valero (d)           |
| 2009 | 2012 | Jean-Claude Schlumberger (d) |
| 2012 | 2016 | Laurence Auer                |
| 2016 | 2020 | Christian Thimonier (d)      |
| 2020 | 2024 | Cyrille Baumgartner (d)      |
| 2024 | auj. | Christophe Le Rigoleur       |

## Relations diplomatiques
Les relations diplomatiques entre la France et la Macédoine du Nord (alors reconnue sous le nom d' ancienne république yougoslave de Macédoine) ont été établies en décembre 1993.

## Consulats
Outre la section consulaire de Skopje, il existe un consul honoraire basé à Bitola, la deuxième ville la plus peuplée de Macédoine. Depuis son indépendance, le Kosovo fait partie de la circonscription consulaire de l'ambassade de France à Pristina.

### Communauté française
Au 31 décembre 2016, 251 Français sont inscrits sur les registres consulaires en Macédoine du Nord.
| 2001 | 2002 | 2003 | 2004 |
| ---- | ---- | ---- | ---- |
| 129  | 186  | 189  | 247  |

| 2005 | 2006 | 2007 | 2008 |
| ---- | ---- | ---- | ---- |
| 252  | 299  | 284  | 322  |

| 2009 | 2010 | 2011 | 2012 |
| ---- | ---- | ---- | ---- |
| 325  | 297  | 201  | 182  |

| 2013 | 2014 | 2015 | 2016 |
| ---- | ---- | ---- | ---- |
| 203  | 225  | 241  | 251  |

### Circonscriptions électorales
Depuis la loi du 22 juillet 2013 réformant la représentation des Français établis hors de France avec la mise en place de conseils consulaires au sein des missions diplomatiques, les ressortissants français d'une circonscription recouvrant l'Albanie, la Bosnie-Herzégovine, la Bulgarie, le Kosovo, la Macédoine  du Nord et le Monténégro élisent pour six ans un conseiller consulaire. Ce dernier a trois rôles : 
1. il est un élu de proximité pour les Français de l'étranger ;
2. il appartient à l'une des quinze circonscriptions qui élisent en leur sein les membres de l'Assemblée des Français de l'étranger ;
3. il intègre le collège électoral qui élit les sénateurs représentant les Français établis hors de France.

Pour l'élection à l'Assemblée des Français de l'étranger, la Macédoine du Nord appartenait jusqu'en 2014 à la circonscription électorale de Vienne, comprenant aussi l'Albanie, l'Autriche, la Bosnie-Herzégovine, la Bulgarie, la Croatie, la Hongrie, le Monténégro, la Pologne, la Roumanie, la Serbie, la Slovaquie, la Slovénie et la République tchèque, et désignant trois sièges. La Macédoine du Nord appartient désormais à la circonscription électorale « Europe centrale et orientale » dont le chef-lieu est Varsovie et qui désigne trois de ses 19 conseillers consulaires pour siéger parmi les 90 membres de l'Assemblée des Français de l'étranger.
Pour l'élection des députés des Français de l’étranger, la Macédoine du Nord dépend de la 7e circonscription.